# Georges Dejaghère
Georges Dejagere (Francia, 7 de enero de 1879-1955) fue un gimnasta artístico francés, doble campeón mundial en Burdeos 1905 en el concurso por equipos y caballo con arcos.

## Carrera deportiva
En el Mundial de Burdeos 1905 consiguió dos medallas de oro: en equipo —el equipo francés queda por delante del neerlandés (plata) y del belga (bronce)—y en caballo con arcos, por delante de sus compatriotas Marcel Lalue y Daniel Lavielle.